# Opius jipanus
Opius jipanus är en stekelart som beskrevs av Fischer 1983. Opius jipanus ingår i släktet Opius och familjen bracksteklar. Inga underarter finns listade i Catalogue of Life.